# Último Jornal (RTP)
Último Jornal foi o telejornal noturno da RTP1 e da RTP2, que estreou nos anos 80. Era exibido entre as 22h e as 23h30.